# Motor Company of Botswana
Motor Company of Botswana (Pty.) Ltd. war ein Automobilhersteller in Gaborone, Botswana.

## Geschichte
Das Unternehmen wurde von Billy Rautenbach mitbegründet, einem wohlhabenden Geschäftsmann aus Simbabwe, dem auch Wheels of Africa, ein großes Frachtunternehmen, gehörte. Hyundai Motor Company lieferte dagegen nur die CKD-Bausätze, aus denen Hyundai-Modelle gefertigt wurden. Zeitweise wurden fertige Fahrzeuge aus Mosambik importiert, demontiert, erneut montiert und nach Südafrika exportiert, um so – im Vergleich zum direkten Import nach Südafrika – erhebliche Steuervorteile zu nutzen.
Im Jahr 2000 ging das Unternehmen – zusammen mit der Swedish Motor Corporation am gleichen Standort – mit hohen Außenständen in Konkurs. In der Bewertung stieß vor allem die Tätigkeit der Eigentümer auf Kritik.
Das Werk beschäftigte am Ende 600 oder 900 Arbeitnehmer.
In zwei Jahren waren rund 7000 Fahrzeuge gefertigt worden.